# Byczyna (Jaworzno)
Byczyna – część oraz dzielnica Jaworzna, w małopolskiej części województwa śląskiego, w południowej Polsce. Położona jest w południowo-wschodniej części miasta nad potokiem Byczynka w rejonie tradycyjnie zaliczanym do Małopolski. Dzielnica ma głównie charakter mieszkaniowy z elementami zabudowy jednorodzinnej i rolniczej. Historycznie była samodzielną wsią, wzmiankowaną już w XIII w. Została włączona w granice Jaworzna w XX w.
Od północy graniczy z dzielnicą Jeziorki, od wschodu z dzielnicami: Koźmin oraz Cezarówka, od południa z dzielnicą Jeleń, z południowego zachodu graniczy z dzielnicą Bory.
Najważniejszym ciągiem komunikacyjnym przebiegającym przez dzielnicę jest droga krajowa nr 79. Umożliwia ona dotarcie mieszkańcom m.in. do centrum miasta i Chrzanowa.

## Nazwa
Nazwa dawnej wsi Byczyna pochodzi od potocznego słowa byczyna, gwarowo brzmiącego bycina, które oznaczało miejsce wypasu i hodowli bydła. Jednak nie było to całkowicie zwyczajne miejsce hodowli, gdyż nazwa wiązała się z faktem, że na początku swych dziejów Byczyna była osadą książęcych służebników – hodowców bydła i koni.

## Historia
Pierwsza wzmianka pisana o Byczynie pochodzi z bulli papieża Grzegorza IX z 26 maja 1229 r., w której papież bierze pod opiekę posiadłości zakonu benedyktynów w Tyńcu koło Krakowa.  Wśród wielu innych miejscowości wówczas wymienionych znajduje się też "de Bycina”, którą zidentyfikowano, jako wieś Byczyna pod Chrzanowem. Istnienie Byczyny oraz jej przynależność do zakonu tynieckiego została również potwierdzona w przywileju Pawła z Przemankowa biskupa krakowskiego z 15 maja 1287 r.
Nazwę miejscowości w zlatynizowanej formie Biczina wymienia także w latach 1470-1480 Jan Długosz w księdze Liber beneficiorum dioecesis Cracoviensis.
Według rozgraniczania z 1527 r. Byczyna była własnością biskupów krakowskich i wchodziła w skład klucza sławkowskiego.
W okresie międzywojennym, ze względu na silne wpływy Komunistycznej Partii Polski i Polskiej Partii Socjalistycznej-Lewica, miejscowość zyskała popularne miana „Mała Moskwa” lub „Czerwona Byczyna”.
W pierwszych dniach września 1939 r. do Byczyny wkroczyli  Niemcy, wywołując panikę wśród mieszkańców. Powołali zarząd gminy, którego przewodniczącym był nie-Polak. Utworzyli też posterunek policji niemieckiej na plebanii, który funkcjonował tu do 1943 r.
W latach 1973–1977 miejscowość była siedzibą gminy Byczyna.
Z Byczyny pochodziła Irena Odrzywołek (1925–1946) – strażniczka więzienna, współpracująca ze Zgrupowaniem Partyzanckim „Błyskawica” mjr. Józefa Kurasia „Ognia” przy rozbiciu więzienia św. Michała w Krakowie, rozstrzelana przez komunistów.

## Obiekty i miejsca
- Kościół Najświętszego Serca Pana Jezusa (parafia pod tym wezwaniem)
- Szkoła Podstawowa nr 20 im. Oddziału Armii Ludowej im. gen. Jarosława Dąbrowskiego
- Boisko Sportowe LKS "Zgoda Byczyna"
- Klub "NIKO"
- Wzgórze Pietruszowa

## Galeria

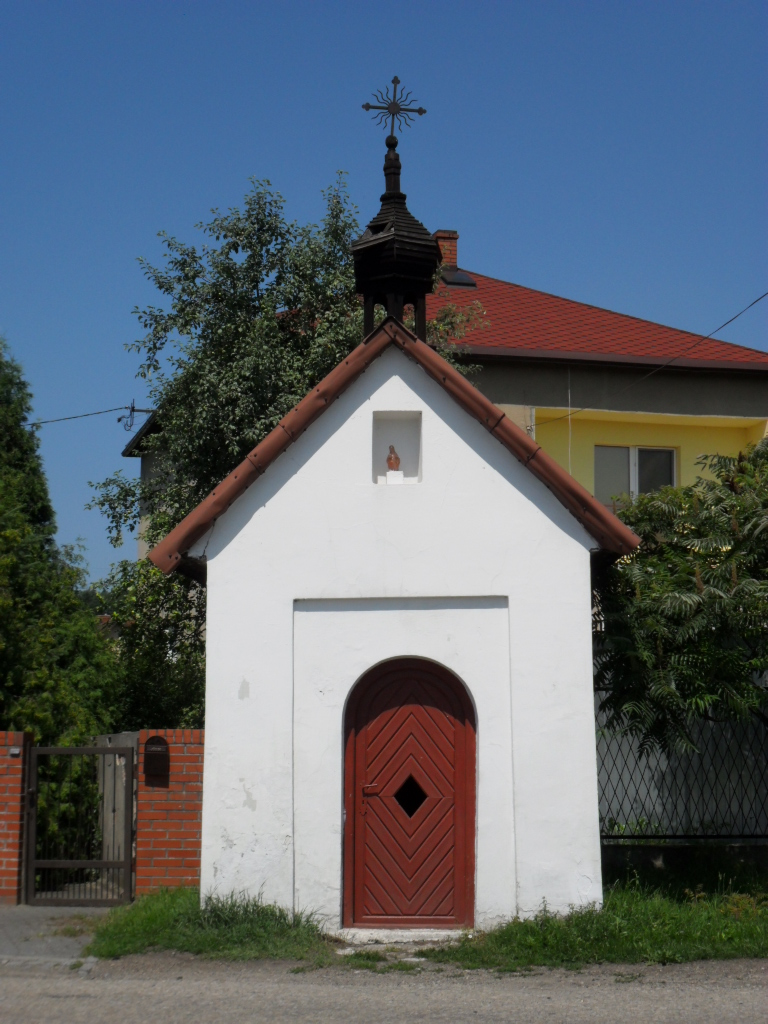
Kapliczka Langiewicza w Jaworznie Byczynie
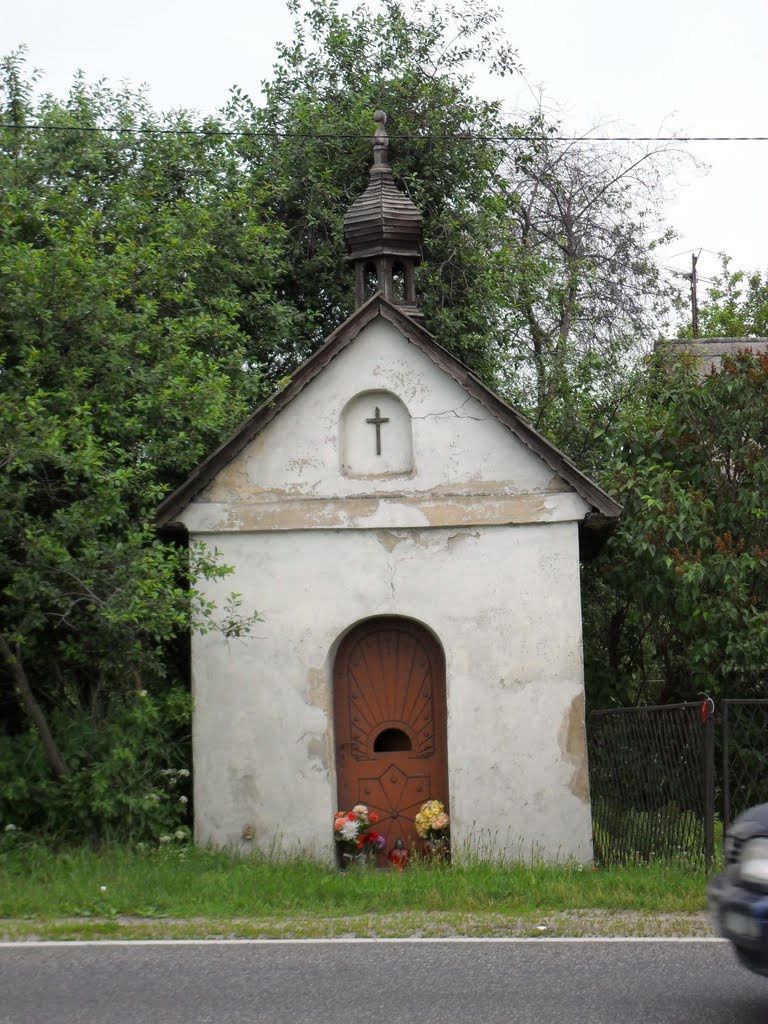
Kaplica Najświętszego Serca Pana Jezusa i Niepokalanego Serca Maryi w Byczynie (Jaworzno) przy DK79
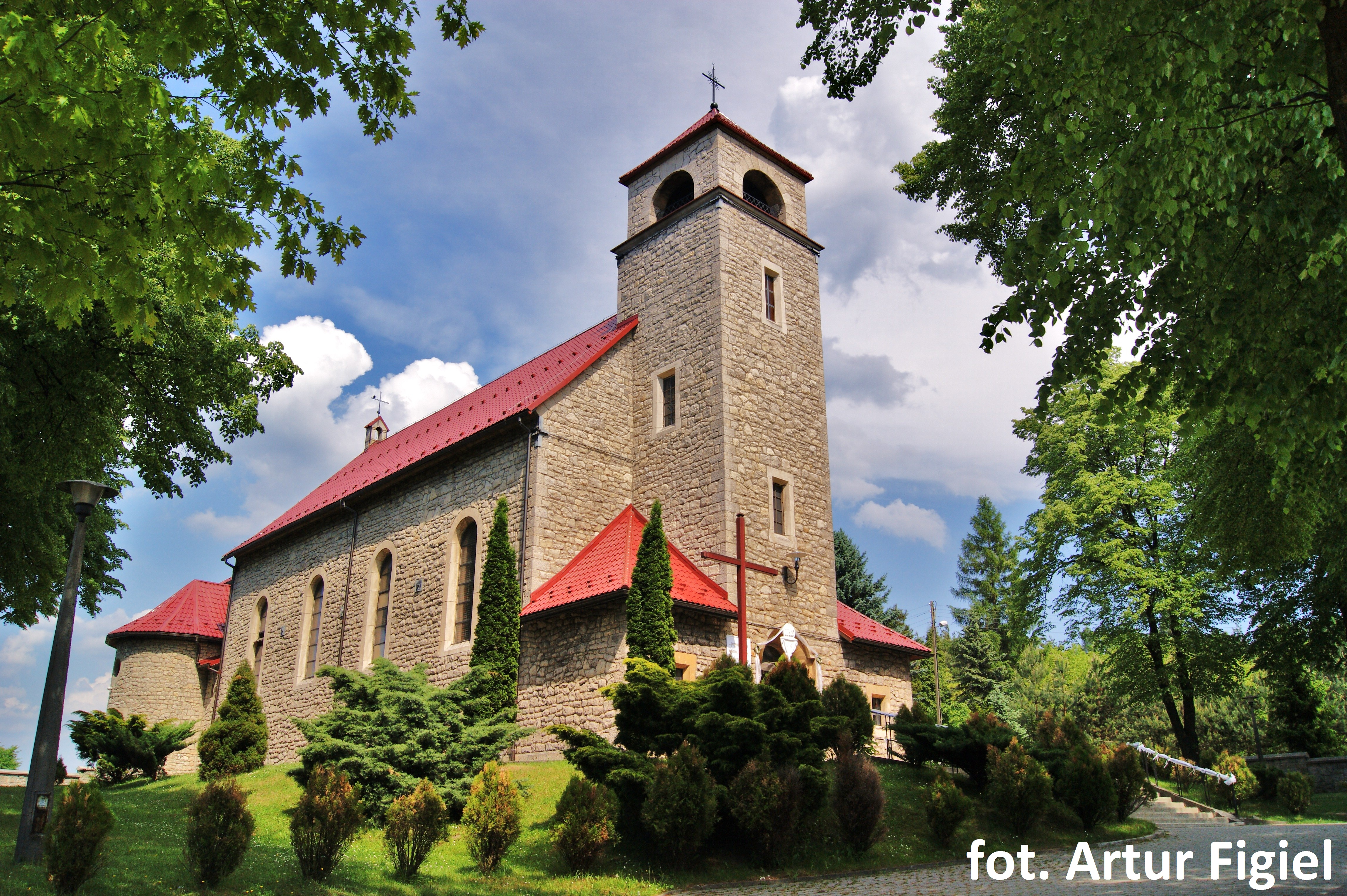
Kościół parafialny
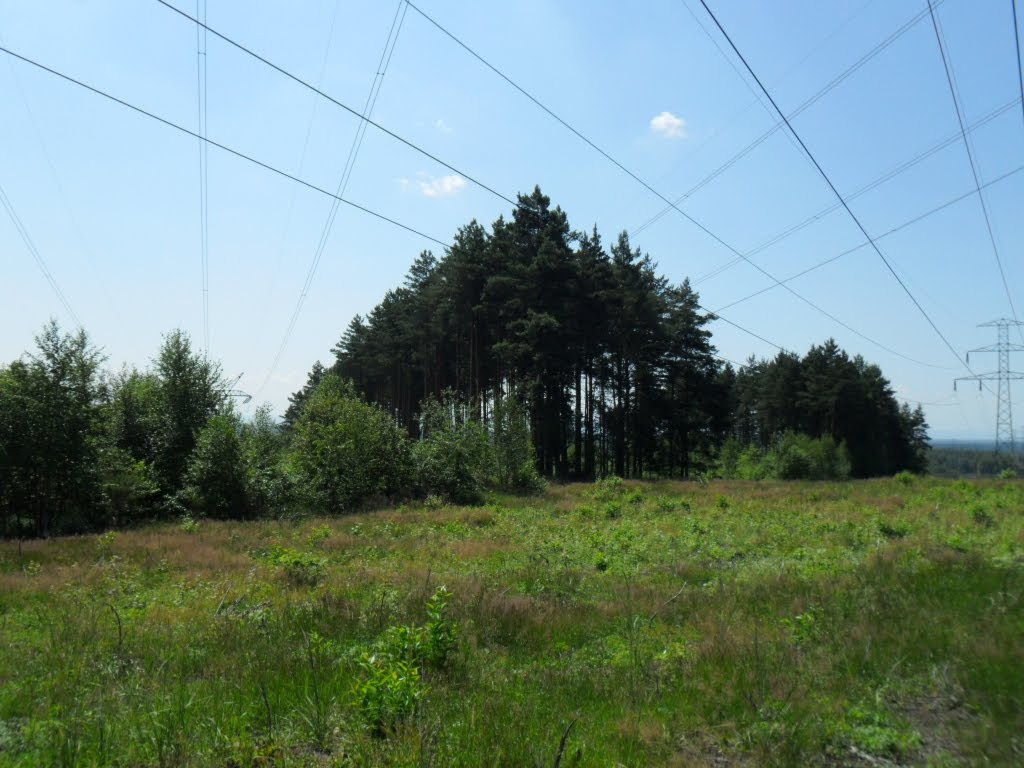
Góra Pietrusowa